# Linia kolejowa 71 Budapest – Vácrátót – Vác
Linia kolejowa Budapest – Vácrátót – Vác – linia kolejowa na Węgrzech. Jest to linia jednotorowa, w całości niezelektryfikowana. Łączy Budapeszt z Vác przez Vácrátót. 

## Historia
Linia kolejowa została otwarta 2 września 1911.